# إيدبينوني
إيدبينوني (تُنطق eye-deb-eh-known ، الأسماء التجارية Catena ، Raxone Sovrima ): هي المخدرات التي وضعت في البداية من قبل شركة تاكيدا الدوائية لعلاج مرض الزهايمر وغيرها المعرفية العيوب. وقد قوبل هذا بنجاح محدود. بدأت شركة Santhera Pharmaceuticals السويسرية التحقيق في ذلك لعلاج الأمراض العصبية والعضلية، في عام 2010 تم الانتهاء من التجارب السريرية المبكرة لعلاج ترنح فريدريك  وحثل دوشين العضلي  اعتبارًا من ديسمبر 2013 الدواء غير معتمد لهذه المؤشرات في أمريكا الشمالية أو أوروبا. تمت الموافقة عليه من قبل وكالة الأدوية الأوروبية (EMA) لاستخدامه في اعتلال العصب البصري الوراثي (LHON) الذي يعاني منه ليبر (LHON) وتم اعتباره عقارًا يتيمًا في عام 2007.
إيدبينوني كيميائيا: هو مركب عضوي من كينون الأسرة، كما روجوا لها تجاريا باعتبارها الاصطناعية التناظرية من مساعد الأنزيم Q 10 (الجمبري 10).

## الاستخدامات

### المؤشرات التي تمت الموافقة عليها أو تمت الموافقة عليها في بعض المناطق

#### تأثيرات منشط الذهن ومرض الزهايمر
قام إيدبينوني بتحسين التعلم والذاكرة في التجارب مع الفئران  في البشر، يشير تقييم نقاط النهاية البديلة مثل تخطيط كهربية الشبكية والجهود السمعية المحرضة والمقاييس التناظرية البصرية إلى تأثيرات منشط الذهن  ولكن الدراسات الأكبر ذات النقاط النهائية الصعبة مفقودة.
كانت الأبحاث حول الإيدبينون كعلاج محتمل لمرض الزهايمر غير متسقة ، ولكن قد يكون هناك اتجاه لفائدة طفيفة. في مايو 1998 ، تم إلغاء الموافقة على هذا المؤشر في اليابان بسبب عدم وجود آثار مثبتة. في بعض البلدان الأوروبية ، يتوفر الدواء لعلاج المرضى الفرديين في حالات خاصة.

#### رنح فريدريك (سوفريما)
تم إجراء اختبار أولي على البشر ووجد أن الإيدبينون علاج آمن لرنح فريدريك (FA) ، مما يُظهر تأثيرًا إيجابيًا على تضخم القلب والوظيفة العصبية. تم تحسين هذا الأخير بشكل ملحوظ فقط في المرضى الصغار. في تجربة مختلفة ، اختبار لمدة عام واحد على ثمانية مرضى ، قلل الإيدبينون من معدل تدهور وظائف القلب ، ولكن دون وقف تطور الرنح .
تمت الموافقة على الدواء من أجل FA في كندا في عام 2008 في ظل ظروف بما في ذلك إثبات الفعالية في مزيد من التجارب السريرية. ومع ذلك ، في 27 فبراير 2013 ، أعلنت وزارة الصحة الكندية أنه سيتم استدعاء الإيدبينون طواعية اعتبارًا من 30 أبريل 2013 من قبل الشركة المصنعة الكندية ، Santhera Pharmaceuticals ، بسبب فشل الدواء في إظهار الفعالية في التجارب السريرية الأخرى التي أجريت. في عام 2008 ، رفضت وكالة الأدوية الأوروبية (EMA) تصريح تسويق لهذا المؤشر. اعتبارًا من عام 2013 ، لم تتم الموافقة على الدواء من أجل FA في أوروبا  ولا في الولايات المتحدة ، حيث لا يوجد علاج معتمد.

#### اعتلال العصب البصري الوراثي ليبر (راكسون)
اعتلال ليبر العصبي البصري الوراثي (LHON) هو تنكس موروث عن طريق الميتوكوندريا (الأم لجميع الأبناء) في خلايا العقدة الشبكية (RGCs) ومحاورها العصبية التي تؤدي إلى فقدان حاد أو تحت حاد للرؤية المركزية ؛ هذا يؤثر في الغالب على الذكور البالغين. أكملت سانثيرا المرحلة الثالثة من التجربة السريرية في هذا المؤشر في أوروبا بنتائج إيجابية ،  وقدمت طلبًا لتسويق الدواء إلى المنظمين الأوروبيين في يوليو 2011. تمت الموافقة عليه من قبل EMA لهذا المؤشر وتم تصنيفه كدواء يتيم في عام 2007.

### يجري استكشاف المؤشرات

#### الحثل العضلي الدوشيني (كاتينا)
بعد التجارب على الفئران  والدراسات الأولية على البشر، دخلت الإيديبينون المرحلة الثانية من التجارب السريرية في عام (2005 ) وتجارب المرحلة الثالثة في عام (2009).

#### أمراض عصبية عضلية أخرى
تستمر التجارب السريرية للمرحلتين الأولى والثانية لعلاج MELAS (اعتلال عضلة الدماغ بالميتوكوندريا ، والحماض اللبني ، والحلقات الشبيهة بالسكتة الدماغية)  والتصلب المتعدد التدريجي الأولي  اعتبارًا من ديسمبر 2013 .

### أسلوب الحياة
يُزعم أن Idebenone له خصائص مشابهة لـ CoQ 10 في خصائصه المضادة للأكسدة ، وبالتالي فقد تم استخدامه في مكافحة الشيخوخة على أساس نظرية الجذور الحرة . الدليل السريري لهذا الاستخدام مفقود. تم استخدامه في التطبيقات الموضعية لعلاج التجاعيد .

## علم العقاقير
في النماذج الخلوية والأنسجة ، يعمل الإيدبينون كناقل في سلسلة نقل الإلكترون للميتوكوندريا ، وبالتالي يزيد من إنتاج الأدينوزين ثلاثي الفوسفات (ATP) الذي يعد مصدر الطاقة الرئيسي للخلايا ، كما يمنع تكوين أكاسيد الدهون. كما لوحظت تأثيرات إيجابية على الطاقة المنزلية للميتوكوندريا في النماذج الحيوانية. لم يتم تحديد الصلة السريرية لهذه النتائج.

### الدوائية
يتم امتصاص Idebenone جيدًا من القناة الهضمية ولكنه يخضع لعملية التمثيل الغذائي المفرط للمرور الأول في الكبد ، بحيث يصل أقل من 1 ٪ إلى الدورة الدموية. يمكن تحسين هذا المعدل بتركيبات خاصة (معلقات ) من الإيدبينون وإدارته مع الأطعمة الدهنية ؛ ولكن حتى مع اتخاذ هذه التدابير ، فإن التوافر البيولوجي لا يزال يبدو أقل بكثير من 14٪ في البشر. يرتبط أكثر من 99٪ من الدواء المنتشر ببروتينات البلازما . تشمل مستقلبات الإيدبينون الجلوكورونيدات والكبريتات ، والتي يتم إخراجها بشكل رئيسي (حوالي 80٪) عن طريق البول.